# ألدرشوت

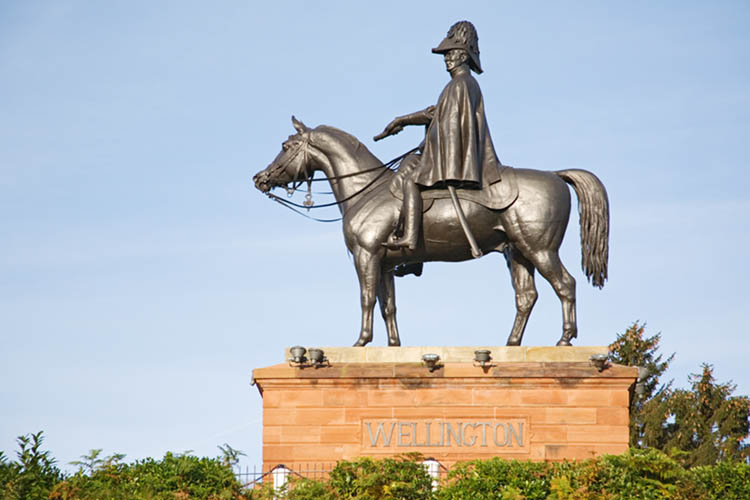
تمثال لدوق ولينغتون

ألدرشوت: مدينة أنجليزية يبلغ عدد سكانها 36321، وتقع في مقاطعة هامبشير الأنجليزية، على بعد نحو 60 كيلومترا (37 ميل) جنوب غرب لندن. بينما يبلغ التعداد السكاني لمنطقة ألدرشوت كلها (التي تضم أيضا مدن أخرى مثل كامبرلي، فارنبورو، وفارنهام) بحوالي 243344، مما يجعلها تحتل المركز الثلاثين لترتيب المناطق في المملكة المتحدة من حيث الكثافة السكانية. وقد عرفت ألدرشوت بأسم "بيت الجيش البريطاني"، مما أدى إلى نموها السريع من قرية صغيرة إلى مدينة فيكتوريا. وتشبه ألدرشوت مدينة سوليجو في بولندا، ميدون في فرنسا و مدينة أوبرأورزل في ألمانيا.

## توأمة
لألدرشوت اتفاقيات توأمة مع:
- ندولا

## أعلام
- مارتن فريمان
- كلود أوكنلك
- ايان ماك ايوان
- غوردون هنري
- صموئيل فرانكلين كودي
- جيوفري كير
- بروس ريوتش
- إرنست بوش
- بيتر ييتس
- ويليام روب

## وصلات خارجية
- Rushmoor Borough Council
- The Aldershot Tattoo
- The Aldershot Civic Society
- Aldershot Military Museum
- Aldershot Library Military Collection